# Xenocatantops henryi
Xenocatantops henryi is een rechtvleugelig insect uit de familie veldsprinkhanen (Acrididae). De wetenschappelijke naam van deze soort is voor het eerst geldig gepubliceerd in 1917 door Bolívar.